# بهمن‌جان علیا
بهمن‌جان علیا، روستایی از توابع بخش مرکزی شهرستان چناران در استان خراسان رضوی ایران است.
راهی از این روستای بسیار زیبا با چشم اندازهای کوهستانی به روستای عمارت از توابع شهرستان قوچان منتهی میشود.

## جمعیت
این روستا در دهستان رادکان قرار دارد و براساس سرشماری مرکز آمار ایران در سال۱۴۰۳، جمعیت آن ۷۰۰ نفر (۱۲۰خانوار) بوده‌است.